# 1513
- Wikisource

| Calendário gregoriano                                                        | 1513 MDXIII                                           |
| Ab urbe condita                                                              | 2266                                                  |
| Calendário arménio                                                           | 962 – 963                                             |
| Calendário bahá'í                                                            | -331 – -330                                           |
| Calendário budista                                                           | 2057                                                  |
| Calendário chinês                                                            | 4209 – 4210 Início a 6 de fevereiro (aproximadamente) |
| Calendário copta                                                             | 1229 – 1230                                           |
| Calendário etíope                                                            | 1505 – 1506                                           |
| Calendários hindus - Vikram Samvat - Calendário nacional indiano - Cáli Iuga | 1568 – 1569 1434 – 1435 4613 – 4614                   |
| Calendário Holoceno                                                          | 11513                                                 |
| Calendário islâmico                                                          | 919 – 920                                             |
| Calendário judaico                                                           | 5273 – 5274                                           |
| Calendário persa                                                             | 891 – 892                                             |
| Calendário rúnico                                                            | 1763                                                  |
| Calendário solar tailandês                                                   | 2056                                                  |

1513 (MDXIII, na numeração romana) foi um ano comum do século XVI do Calendário Juliano, da Era de Cristo, a sua letra dominical foi B (52 semanas), teve início a um sábado e terminou também a um sábado.
| Ano completo                   |
| ------------------------------ |
| Ano comum com início ao sábado |

## Eventos
- Vasco Núñez de Balboa atravessou o istmo do Panamá e descobriu o oceano Pacífico.
- Preparação de uma expedição por João Gonçalves, destinada a ir tomar a cidade marroquina de Azamor.
- Início da construção de um cerca defensiva na praia do Funchal.
- Em Portugal, elevação de Elvas à categoria de cidade.
- Nomeação de Pedro Luz no cargo de escrivão da Misericórdia da cidade do Funchal.
- O português Jorge Álvares é o primeiro europeu a aportar na China, na Ilha de Lintin.
- 20 de Fevereiro - Morre o Papa Júlio II, após 10 anos de Pontificado.
- 9 de Março - O Cardeal Giovanni Lourenzo di Medici é eleito Papa Leão X.
- 2 de abril - Juan Ponce de León e sua expedição foram os primeiros europeus reconhecidos a visitar uma região dos Estados Unidos, desembarcando em algum lugar da costa oeste da atual Flórida.
- 9 de Setembro - viagem de D. João de Abreu a Goa, Índia.

## Literatura
- Maquiavel escreve O Príncipe.

## Mortes
- 21 de Fevereiro - Papa Júlio II (n. 1443)